# 巴拉那縣

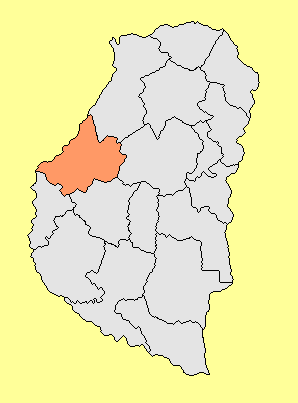

巴拉那縣（西班牙語：Departamento Paraná），是阿根廷的縣份，位於該國東北部恩特雷里奧斯省，首府設於巴拉那，面積4,974平方公里，2010年人口339,930，人口密度每平方公里68.34人。